# کاربن (وایومینگ)
کاربن (به انگلیسی: Carbon) یک منطقهٔ مسکونی در ایالات متحده آمریکا است که در شهرستان کربن، وایومینگ واقع شده‌است. کاربن ۲٬۰۸۲٫۱۱ متر بالاتر از سطح دریا واقع شده‌است.